# Ilja Sergejewitsch Drosdezkich
Ilja Sergejewitsch Drosdezkich (russisch Илья Сергеевич Дроздецких; englische Transkription: Ilya Sergeyevich Drozdetskikh; * 8. Februar 1999 in Tjumen) ist ein russischer Eishockeyspieler mit kuwaitischer Staatsangehörigkeit, der seit 2022 bei den Kuwait Stars aus der kuwaitischen Eishockeyliga unter Vertrag steht und dort auf der Position des Stürmers spielt. Zuvor war Drosdezkich unter anderem für Sauralje Kurgan in der Wysschaja Hockey-Liga aktiv.

## Karriere
Drosdezkich spielte während seiner Jugendzeit bis zum Sommer 2019 für den russischen Klub HK Jugra Chanty-Mansijsk. Zwischen 2017 und 2019 lief er dabei für das Juniorenteam in der Molodjoschnaja Chokkeinaja Liga (MHL) auf. Anschließend wechselte der Stürmer zu Sauralje Kurgan aus der zweitklassigen Wysschaja Hockey-Liga, für den er in den folgenden beiden Jahren aber nur sporadisch zu Einsätzen kam. Hauptsächlich lief er für die zweite Mannschaft in der drittklassigen Perwaja Liga auf.
Nach einer einjährigen Pause in der Saison 2021/22 wechselte Drosdezkich im Jahr 2022 zu den Kuwait Stars aus der kuwaitischen Eishockeyliga. Mit dem Team gewann er im Jahr 2023 die nationale Meisterschaft, während er selbst als bester Spieler der Liga ausgezeichnet wurde.

### International
Nach seiner erfolgreichen Einbürgerung kam Drosdezkich – ebenso wie die weiteren Importspieler Anton Zibin, Bojan Ziđarević, Waleryj Budsewitsch und Adam Barvík – erstmals beim Arab Cup of Ice Hockey 2023 zu Einsätzen für die kuwaitische Nationalmannschaft. Dort belegte die Mannschaft den zweiten Platz. Drosdezkich beendete das Turnier als bester Torschütze sowie zweitbester Scorer hinter dem für den Oman spielenden Russen Artjom Sursow. Anschließend absolvierte er die Weltmeisterschaft 2024 der Division IV, die er ebenso als Topscorer wie die Winter-Asienspiele 2025 und Weltmeisterschaft 2025 der Division IV abschloss.

## Erfolge und Auszeichnungen
- 2023 Kuwaitischer Meister mit den Kuwait Stars
- 2023 Bester Spieler der kuwaitischen Liga

### International
| - 2023 Bester Torschütze des Arab Cup of Ice Hockey - 2024 Topscorer der Weltmeisterschaft der Division IV - 2025 Topscorer der Winter-Asienspiele | - 2025 Topscorer der Weltmeisterschaft der Division IV - 2025 Bester Vorlagengeber der Weltmeisterschaft der Division IV |